# 4270 Хуанвікторія
4270 Хуанвікторія (4270 Juanvictoria) — астероїд головного поясу, відкритий 1 жовтня 1975 року.
Тіссеранів параметр щодо Юпітера — 3,495.